# Regina Becker-Schmidt
Regina Becker-Schmidt (* 6. Mai 1937; † 14. September 2024) war Professorin am Institut für Soziologie und Sozialpsychologie an der Gottfried Wilhelm Leibniz Universität Hannover. Schwerpunkte ihrer Forschung waren Gesellschafts- und Subjekttheorie, Kritische Theorie, psychoanalytisch orientierte Sozialpsychologie und Geschlechterforschung.

## Karriere
Becker-Schmidt studierte ab 1957 Soziologie, Philosophie, Ökonomie und Sozialpsychologie an der Universität Frankfurt am Main sowie an der Sorbonne in Paris. Von 1964 bis 1972 war sie zunächst als wissenschaftliche Mitarbeiterin und ab 1968 als wissenschaftliche Assistentin am Institut für Sozialforschung in Frankfurt am Main tätig, wo sie nach ihrer Promotion als Dozentin an der Gesellschaftswissenschaftlichen Fakultät der Universität lehrte. 1973 wurde sie auf einen Lehrstuhl der Universität Hannover am Psychologischen Institut berufen, den sie bis zu ihrer Emeritierung 2002 innehatte.
Ihre Promotion erfolgte zunächst bei Adorno und nach dessen Tod bei Ludwig von Friedeburg.
Becker-Schmidt prägte insbesondere die feministische Weiterentwicklung der Kritischen Theorie im deutschsprachigen Raum. Sie wird dem sogenannten Hannoveraner Ansatz in der feministisch orientierten Soziologie zugeordnet und prägte diesen entscheidend.
Ihre Kritik an den Positionen der Kritischen Theorie, insbesondere Adornos und Horkheimers, betrifft vor allem deren ambivalente Haltung zum Komplex der Geschlechterverhältnisse. So seien sie bspw. blind gegenüber der Frauenbewegung gewesen. Über diese Kritik entwickelte sie die Kritische Theorie auch weiter. Muharrem Acikgöz verortet Becker-Schmidt in der zweiten Generation der Kritischen Theorie.
Becker-Schmidt starb im Alter von 86 Jahren nach schwerer Krankheit. Sie wurde in Engen im Hegau beigesetzt.

## Auszeichnungen und Ehrungen
2020 wurde Becker-Schmidt auf dem 40. Kongress der Deutschen Gesellschaft für Soziologie für ihr Lebenswerk geehrt.

## Bibliographie (Auswahl)
- Regina Becker-Schmidt: Einerlei statt Allerlei. Identitätslogische Konstruktionen in gesellschaftlichen Rationalisierungsprozessen und Identitätszwänge in Geschlechterordnungen. In: Stefan Müller, Janne Mende (Hrsg.): Differenz und Identität. Konstellationen der Kritik. Beltz Juventa, Weinheim/Basel 2016, ISBN 978-3-7799-3413-4, S. 181-201.
- Regina Becker-Schmidt (Hrsg.): Gender and Work in Transition. Globalisation in Western, Middle and Eastern Europe. Leske + Budrich, Opladen 2002, ISBN 3-8100-3252-2.
- Regina Becker-Schmidt (2001): Die Bedeutung weiblicher Arbeitsbiografien für eine selbstbestimmte Interessenvertretung von Frauen. In: Detlev Claussen, Oskar Negt, Michael Werz (Hrsg.): Philosophie und Empirie. Hannoversche Schriften 4. S. 69-94.
- Regina Becker-Schmidt: Was mit Macht getrennt ist, gehört gesellschaftlich zusammen. Zur Dialektik von Umverteilung und Anerkennung in Phänomenen sozialer Ungleichstellung. In: Gudrun-Axeli Knapp/Angelika Wetterer (Hrsg.): Soziale Verortung der Geschlechter. Gesellschaftstheorie und feministische Kritik. Münster 2001, S. 91-132.
- Regina Becker-Schmidt: Umbrüche in Arbeitsbiografien von Frauen. Regionale Konstellationen und globale Entwicklungen. In: Gudrun-Axeli Knapp, Angelika Wetterer (Hrsg.): Achsen der Differenz. Westf. Dampfboot, Münster 2003, ISBN 3-89691-216-X, S. 101-132.
- Im Gespräch: Regina Becker-Schmidt mit Helga Bilden und Karin Flaake. Journal für Psychologie, 2(3): 58-65, 1994.
- mit Gudrun-Axeli Knapp: Feministische Theorien zur Einführung. 1. Auflage. 2000; 4., vollst. überarb. Aufl. 2007; Hamburg: Junius.
- Adorno kritisieren – und dabei von ihm lernen. Von der Bedeutung seiner Theorie für die Geschlechterforschung. Vortrag 6. Juli 2003 in Frankfurt am Main anlässlich der Tagung „Die Lebendigkeit kritischer Gesellschaftstheorie. Arbeitstagung aus Anlass des 100. Geburtstages von Theodor W. Adorno.“ Moderation: Ulrich Oevermann.
- Erkenntniskritik, Wissenschaftskritik, Gesellschaftskritik – Positionen von Donna Haraway und Theodor W. Adorno kontrovers diskutiert. IWM Working Paper No 1/2003, Vienna.
- Zur doppelten Vergesellschaftung von Frauen, Gender-politik-online Juli 2003.
- Pendelbewegungen – Annäherung an eine feministische Gesellschafts- und Subjekttheorie. Aufsätze aus den Jahren 1991–2015. Barbara Budrich, Opladen/Berlin/Toronto 2017, ISBN 978-3-8474-2000-2.
- Identitätslogik und Gewalt: zum Verhältnis von Kritischer Theorie und Feminismus (Sammelwerksbeitrag 1989)